# Bayerischer Plöckenstein
Le Bayerischer Plöckenstein  en allemand, ou la Trojmezná hora en tchèque, est une montagne culminant à 1 363 mètres d'altitude dans la forêt de Bavière, contrefort de la forêt de Bohême, à la frontière entre l'Allemagne et la République tchèque.

## Géographie
Le Bayerischer Plöckenstein se situe à 700 m à l'ouest du tripoint Allemagne-Autriche-République tchèque sur une longue crête qui va du Dreisesselberg au nord-ouest au Hochficht au sud-est et sur laquelle se trouvent les frontières germano-tchèque (nord-ouest) et austro-tchèque (sud-est). Au-delà du tripoint, la montagne voisine à l'est est le Plöckenstein. Du côté bavarois se trouve le parc naturel de la forêt de Bavière et du côté tchèque le parc national de Šumava. De la montagne s'écoule le Světlá, un affluent de la Kalte Moldau.
Un peu en dessous du sommet du Bayerischer Plöckenstein s'étend la Steinernes Meer, une mer de pierre, constituée de blocs de granite dispersés sur environ 30 km (à vol d'oiseau) plus au nord-ouest jusqu'au Lusen. Ses rochers sont encore plus gros que ceux du Lusen. En outre, il y a des roches typiques sur la zone du sommet, comme on peut le voir sur le Dreisesselberg à proximité.
Le sommet du Bayerischer Plöckenstein offre souvent de belles vues selon l'effet de foehn sur les Alpes, du massif mort au Kaisergebirge. Le Sentier européen E6 emprunte le chemin qui part du tripoint avec le Nordwaldkammweg jusqu'au Waldviertel en Autriche.